# Stereo Mike
Mihalis Exarhos (en griego: Μιχάλης Έξαρχος) (El Pireo, Grecia, 1978), conocido por su nombre artístico Stereo Mike, es un artista de hip hop griego. 
Stereo Mike es hijo de padre griego y madre croata, él fue el primer ganador de los Premios MTV Europe Music en la categoría de "Mejor Artista griego". Stereo Mike representó a Grecia en el Festival de Eurovisión 2011 junto al cantante Lukas Yiorkas con la canción "Watch My Dance", quedando en séptimo lugar con 120 puntos.

## Discografía

### Álbumes de estudio
- 2004: Satirical Nomads
- 2007: XLI3H
- 2011: Aneli3h